# Pachymerellus dentifer
Pachymerellus dentifer är en mångfotingart som först beskrevs av Chamberlin 1943.  Pachymerellus dentifer ingår i släktet Pachymerellus och familjen storjordkrypare. Inga underarter finns listade i Catalogue of Life.